# HD 7449
HD 7449 är en dubbelstjärna belägen i den mellersta delen av stjärnbilden Valfisken. Den har en skenbar magnitud av ca 7,50 och kräver åtminstone en stark handkikare eller ett mindre teleskop för att kunna observeras. Baserat på parallaxmätning inom Hipparcos-uppdraget på ca 25,8 mas, beräknas den befinna sig på ett avstånd på ca 126 ljusår (ca 39 parsek) från solen. Den rör sig närmare solen med en heliocentrisk radialhastighet på ca -20 km/s.

## Egenskaper
Primärstjärnan HD 7449 A är en gul till vit stjärna i huvudserien av spektralklass G0 V. Den har en massa som är ungefär lika med en solmassa, en radie som är lika med en solradie och har ca 1,3 gånger solens utstrålning av energi från dess fotosfär vid en effektiv temperatur av ca 6 100 K.
Följeslagaren, HD 7449 B, av spektralklass M4.5, upptäcktes 2015. En undersökning 2017 misslyckades med att hitta ytterligare stjärnor med massa större än 0,35 solmassa vid stjärnan.

## Planetssystem
År 2011 upptäcktes en exoplanet av Jupiter-storlek, HD 7449 A b, på en mycket excentrisk bana kring HD 7449 A med hjälp av metoden för mätning av radiell hastighet. Den inre planetens stora excentricitet orsakas av följeslagaren HD 7449 B. Förekomsten av ytterligare objekt vid stjärnan har misstänkts sedan 2011, och en brun dvärg på en dåligt fastställd, bred omloppsbana föreslogs 2019.
| Planet | Massa              | Halv storaxel (AE) | Siderisk omloppstid (d) | Excentricitet | Inklination       | Radie |
| ------ | ------------------ | ------------------ | ----------------------- | ------------- | ----------------- | ----- |
| b      | ≥1,09+0,52-0,19 MJ | 2,33+0,01-0,02     | 1 270+6-1               | 0,80 ± 0,08   | 1,488+0,410-0,310 | -     |
| c      | ≥31 MJ             | -                  | 15 341                  | -             | -                 | -     |